# Zhetang (köpinghuvudort i Kina, Jiangsu Sheng, lat 31,76, long 118,92)
Zhetang (kinesiska: 柘塘) är en köpinghuvudort i Kina. Den ligger i provinsen Jiangsu, i den östra delen av landet, omkring 36 kilometer söder om provinshuvudstaden Nanjing. Antalet invånare är 30 954. Befolkningen består av 15 194 kvinnor och 15 760 män. Barn under 15 år utgör 9,0 %, vuxna 15-64 år 76 %, och äldre över 65 år 13,0 %.
Runt Zhetang är det tätbefolkat, med 383 invånare per kvadratkilometer. Närmaste större samhälle är Honglan, 17,6 km söder om Zhetang. Trakten runt Zhetang består till största delen av jordbruksmark.
Genomsnittlig årsnederbörd är 1 385 millimeter. Den regnigaste månaden är juli, med i genomsnitt 242 mm nederbörd, och den torraste är december, med 38 mm nederbörd.